# Бучок (заповідне урочище)
Бучо́к — заповідне урочище в Україні. Розташоване в межах Хотинського району Чернівецької області, на південь від села Ржавинці. 
Площа 25,8 га. Статус присвоєно згідно з рішенням облвиконкому від 30.05.1979 року № 198. Перебуває у віданні ДП «Хотинський лісгосп» (Рухотинське л-во, кв. 50, вид. 1). 
Статус присвоєно для збереження частини лісового масиву з високопродуктивними буковими насадженнями віком 110 років.